# 1185
1185 (MCLXXXV) a fost un an obișnuit al calendarului iulian.

## Evenimente
- 17 ianuarie: Venit de la Ierusalim, patriarhul Heraclius d'Auvergne propovăduiește o nouă cruciadă, în timpul celebrării slujbei în catedrala Notre-Dame din Paris, în prezența episcopului Maurice de Sully.
- 25 aprilie: Bătălia navală de la Dan-no-Ura, în cadrul "războiului Genpei" din Japonia, conduce la victoria definitivă a clanului Minamoto, condus de Minamoto no Yoritomo, și la uciderea împăratului Antoku și a membrilor clanului Taira; încheierea războiului Genpei; familia Minamoto își stabilește cartierul general la Kamakura; se încheie perioada Heian (794-1185) Cronologia împăraților, în Japonia; începutul perioadei Kamakura.
- 16 martie: Răpus de lepră, regele Balduin al IV-lea al Ierusalimului lasă la conducerea regatului pe fiul său, Balduin al V-lea, sub regența contelui Raymond al III-lea de Tripoli, care trimite emisari la Damasc, pentru a solicita un armistițiu; sultanul Saladin acordă cruciaților un armistițiu de 4 ani.
- 11 iunie: Pornind din baza lor de la Messina, normanzii lansează o expediție antibizantină.
- 24 iunie: Regele normanzilor din Italia, Wilhelm al II-lea, debarcă pe coasta Albaniei, la Durres.
- 6-24 august: Trupele normanzilor asediază și alungă trupele bizantine din Salonic, provocând masacre și jafuri; normanzii își propun un marș asupra Constantinopolului însuși.
- 7 septembrie: Bătălia de la Dimitritsi pe valea Strymonului; generalul bizantin Alexios Vranas (Branas), obține victoria asupra normanzilor, care sunt nevoiți să bată în retragere din Balcani, menținându-și stăpânirea asupra insulelor Zante și Cefalonia.
- 11 septembrie: Isaac al II-lea Angelos conduce o revoltă în Constantinopol, care îl detronează pe împăratul Andronic I Comnen, care este masacrat de către mulțimea dezlănțuită; întemeierea dinastiei Angelos și sfârșitul dinastiei Comnenilor pe tronul Imperiului bizantin.

### Nedatate
- februarie: Generalul japonez Minamoto no Noriyori debarcă în insula Kyushu.
- aprilie: Regele Henric al II-lea al Angliei îl trimite pe fiul său Ioan în Irlanda, pentru întărirea trupelor anglo-normande din insulă; acesta debarcă la Waterford și acordă însoțitorilor săi fiefuri în Irlanda. Campania se încheie cu un eșec total, conducând totodată la unirea căpeteniilor irlandeze; cu toate acestea, Henric îl numește pe Ioan ca rege al Irlandei, cu aprobarea papei Urban al III-lea.
- iunie: Eșecul asediului sultanului Saladin al Siriei și Egiptului asupra orașului Mosul.
- iulie: Tratatul de la Boves. Regele Filip August al Franței anexează Amienois și Vermandois.
- septembrie sau noiembrie: Petru și Asan conduc o revoltă antibizantină a vlahilor și bulgarilor, ca urmare a taxelor excesive aplicate de Imperiul bizantin în regiune; întemeierea celui de al doilea țarat bulgar.
- Cavalerii templieri se stabilesc în Anglia, unde înființează biserica Noului Templu.
- Cneazul Igor Sviatoslavici de Novgorod-Severski conduce o campanie nereușită împotriva cumanilor (polovți).
- Ghasnavizii sunt izgoniți din Punjab și Lahore de către Muhammad ibn Sam din dinastia ghurizilor.
- Orașele Bejaia și Alger, ocupate temporar de către almoravizii din insulele Baleare conduși de Ali ben Ghaniya, sunt recuperate de către almohazi.

## Arte, științe, literatură și filozofie
- 15 august: Orașul Vazdzia, construit în peșteră, este consacrat de către regina Tamara a Georgiei.
- Cavalerii templieri încep construirea Bisericii Noului Templu, în Anglia.
- Un cutremur avariază grav catedrala din Lincoln, în Anglia.

## Înscăunări
- 16 martie: Balduin al V-lea, rege cruciat al Ierusalimului (1185-1186).
- 11 septembrie: Isaac al II-lea Angelos, împărat bizantin (1185-1195).
- 25 noiembrie: Papa Urban al III-lea (1185-1187).
- 6 decembrie: Sancho I "Colonizatorul", rege al Portugaliei (1185-1211).

## Nașteri
- 23 aprilie: Afonso al II-lea, rege al Portugaliei (d. 1223).
- Inge al II-lea, rege al Norvegiei (d. 1217).

## Decese
- 16 martie: Balduin al IV-lea, rege al Ierusalimului (n. 1161).
- 25 aprilie: Antoku, împărat al Japoniei (n. 1178).
- 18 iulie: Ștefan, primul arhiepiscop de Uppsala (n. înainte de 1143).
- 19 iulie: Taira no Munemori, comandant militar japonez (n. 1147).
- 12 septembrie: Andronic I Comnen, împărat al Bizanțului, ucis de populație (n. 1118).
- 25 noiembrie: Papa Lucius al II-lea (n. 1097).
- 6 decembrie: Afonso I, rege al Portugaliei (n. 1109)

### Nedatate
- aprilie: Taira no Noritsune, comandant militar japonez (n. 1160).
- aprilie: Taira no Shigehira, comandant militar japonez (n. 1158).
- aprilie: Taira no Tomomori, comandant militar japonez (n. 1152).
- Bhāskara II, matematician și astronom indian (n. 1114)
- Ibn Tufayl, filosof și medic arab (n. cca. 1105).